# 阿尔·约基姆
艾尔弗雷德·“阿尔”·约基姆（英語：Alfred "Al" Jochim，1902年6月12日—1980年3月17日），美国男子竞技体操运动员。他曾代表美国获得1932年夏季奥运会体操比赛男子跳马和团体全能银牌。他也参加了1924年、1928年和1936年夏季奥运会。